# Eudòcia de Lícia
Eudòcia (en grec antic Εὐδοκία, en llatí Eudocia) és el nom d'una ciutat de l'Àsia Menor, a Lícia.
El Dictionary of Greek and Roman Geography de William Smith (1854) diu que el Συνέκδημος ('Synecdemos', El company dels viatges) de Hièrocles menciona quatre ciutats a l'Àsia Menor anomenades Eudòcia, una d'elles situada a Lícia. Altres autors diuen que en realitat Hièrocles parla d'Eudocias (Εὐδοκιάς) i d'Eudoxias (Εὐδοξιάς), a més d'Eudòcia, i sens dubte serien altres ciutats que no es podrien confondre pel nom.
Michel Le Quien quan parla d'una ciutat de Lícia anomenada Eudòcia, diu que el Συνέκδημος es refereix a la ciutat de Telmesos, que era seu episcopal.